# Jason Barry
Jason Barry (Dublín; 14 de diciembre de 1972) es un actor irlandés, conocido por haber interpretado a Tommy Ryan en la película de 1997, Titanic.

## Biografía
Jason es hermano mayor del asistente de director Keith Barry y del actor Glen Barry.
Es muy buen amigo de los actores Craig Kelly, Dean Lennox Kelly y Jason Merrells.
El 18 de agosto de 2003 Jason se casó con la actriz Nicola Charles, la pareja le dio la bienvenida a su primera hija, Freya Lola Sky Barry en enero del 2005 y a su segunda hija Nova Ingrid Maggie Barry el 27 de julio de 2007. Sin embargo se divorciaron el 23 de enero de 2008, bajo malos términos.

## Carrera
En 1994 apareció en la película O Mary this London, donde interpretó a Mickey. Para la película, Jason tuvo que correr desnudo  medio kilómetro a lo largo de la calle Camden High en Londres.
En 1997 apareció en la exitosa y aclamada película Titanic, donde interpretó a Thomas "Tommy" Ryan, un joven pasajero irlandés de tercera clase que rápido se hace amigo de Jack Dawson (Leonardo DiCaprio) y Fabrizio De Rossi (Danny Nucci). 
En el 2005 apareció en la película MirrorMask, donde interpretó a Valentine. Para hacer su papel, Jason tuvo que aprender a hacer malabares. Ese mismo año interpretó al doctor Raff Fletcher en la película Whiskey Echo, Raff es el interés romántico de la doctora Rachel (Dominique McElligott).
Ese mismo año junto a los actores Tony Curran, Jason Flemyng, Jason Merrells y Dean Lennox Kelly corrió el Maratón Nacional por la Fundación de Leucemia. Jason tiene una compañía de producción llamada Marathon Pictures.
En el 2007 interpretó a Julian Lamont en la película The Still Life por la cual fue nominado a varios premios.
En el 2008 obtuvo un pequeño papel donde interpretó a un oficial en la película Valkiria protagonizada por Tom Cruise, Kenneth Branagh, Bill Nighy, Tom Wilkinson y Carice van Houten.

## Filmografía

### Películas
| Año  | Título                     | Personaje           | Notas                                                                                   |
| ---- | -------------------------- | ------------------- | --------------------------------------------------------------------------------------- |
| 2016 | I.T.                       | Patrick             | junto a Pierce Brosnan, Stefanie Scott, Anna Friel, James Frecheville & Michael Nyqvist |
| 2011 | Hirokin                    | Barson              | junto a Wes Bentley, Jessica Szohr, Angus Macfadyen & Laura Ramsey                      |
| 2011 | Moon                       | Miles Lane          | junto a David Josh Lawrence & Lili Bordán                                               |
| 2010 | For Christ's Sake          | Padre Beckman       | junto a William Morgan Sheppard & Armin Shimerman                                       |
| 2009 | Legend of the Bog          | David Wallace       | junto a Vinnie Jones & Nora-Jane Noone                                                  |
| 2008 | Valkiria                   | Oficial S-S-        | junto a Tom Cruise                                                                      |
| 2007 | The Still Life             | Julian Lamont       | junto a Rachel Miner & Terry Moore                                                      |
| 2006 | Honor                      | Gabriel             | junto a Russell Wong & Roddy Piper                                                      |
| 2005 | The Baby War               | Fergal              | junto a Gina McKee, Eva Birthistle, John Lynch & Bryan Murray                           |
| 2005 | MirrorMask                 | Valentine           | junto a Stephanie Leonidas, Rob Brydon, Gina McKee, & Stephen Fry                       |
| 2005 | Whiskey Echo               | Dr. Raff Fletcher   | junto a Dominique McElligott, David Alpay, Joanne Kelly & Callum Keith Rennie           |
| 2003 | Conspiracy of Silence      | David Foley         | junto a Hugh Bonneville, Brenda Fricker & Sean McGinley                                 |
| 2003 | Beyond Re-Animator         | Dr. Howard Phillips | junto a Jeffrey Combs & Elsa Pataky                                                     |
| 2002 | Chaos                      | Asesino             | junto a Peter Lohmeyer                                                                  |
| 2002 | Man and Boy                | Eamon Fish          | junto a Ioan Gruffudd & Elizabeth Mitchell                                              |
| 2000 | When the Sky Falls         | Dempsey             | junto a Joan Allen, Patrick Bergin, Kevin McNally & Liam Cunningham                     |
| 2000 | Muggers                    | Gregor O'Reiley     | junto a Matt Day, Rob Carlton, Chris Haywood & Marshall Napier                          |
| 1998 | Monument Ave.              | Seamus              | junto a Denis Leary , Ian Hart y Famke Janssen                                          |
| 1997 | Titanic                    | Tommy Ryan          | junto a Leonardo DiCaprio & Danny Nucci                                                 |
| 1996 | The Last of the High Kings | Nelson Fitzgerald   | junto a Catherine O'Hara, Jared Leto, Gabriel Byrne & Stephen Rea                       |
| 1995 | Círculo de amigos          | Nasey Mahon         | junto a Chris O'Donnell, Geraldine O'Rawe, Saffron Burrows & Alan Cumming               |

### Series de televisión
| Año  | Título                        | Personaje        | Notas                             |
| ---- | ----------------------------- | ---------------- | --------------------------------- |
| 2010 | Undercovers                   | Sean Cullen      | episodio "Jailbreak"              |
| 2003 | Absolute Power                | Alan Broadman    | episodio "Burn and Crash"         |
| 2003 | Servants                      | Frank Keneally   | -                                 |
| 2000 | Metropolis                    | Alistair Hibbert | miniserie                         |
| 1999 | An Unsuitable Job for a Woman | Mickey           | episodio "Living on Risk"         |
| 1998 | McCallum                      | Rory O'Niel      | 2 episodios                       |
| 1994 | The Bill                      | Mick O'Rourke    | episodio "Business Opportunities" |
| 1994 | Screen Two                    | Mickey Malone    | episodio "O Mary This London"     |

### Teatro
| Año | Obra                                   | Personaje | Teatro         | Notas               |
| --- | -------------------------------------- | --------- | -------------- | ------------------- |
| -   | Sean O Caseys The Plough and the Stars | Sean      | Gaeity Theatre | junto a Stephen Rea |